# Forêts tropicales sèches des Fidji
Localisation
Les forêts sèches tropicales des Fidji forment une écorégion terrestre définie par le Fonds mondial pour la nature (WWF), qui appartient au biome des forêts de feuillus sèches tropicales et subtropicales de l'écozone océanienne. Elles occupent le versant occidental des deux îles principales de l'archipel des Fidji, Viti Levu et Vanua Levu, qui se caractérise par l'existence d'une saison sèche.

## Flore
La canopée des forêts sèches est dominée par deux espèces:  une Gentianacée endémique, Fagraea gracilipes (en), et un conifère de la famille des Podocarpacées, Dacrydium nidulum (en).